# أغوستين صوفي
أغوستين صوفي (بالإسبانية: Agustín Sufi)‏ هو لاعب كرة قدم أرجنتيني في مركز الهجوم، ولد في 26 يناير 1995 في Monterrico ‏ في الأرجنتين. لعب مع خميناسيا خوخوي.

## وصلات خارجية
- أغوستين صوفي على موقع قاعدة بيانات كرة القدم.إي يو (الإنجليزية)
- أغوستين صوفي على موقع Soccerway.com (الإنجليزية)